# Kumkapı
Kumkapı ("porta de areia" em turco) é um bairro de Istambul, Turquia, que faz parte do distrito de Fatih, situado a sudoeste do centro histórico, nas margens do Mar de Mármara. Até há poucos anos o bairro era habitado sobretudo por arménios, que ainda ali têm uma escola comunitária e diversas igrejas. O Patriarcado Arménio de Constantinopla tem também a sua sede em Kumkapı. Durante o período bizantino o bairro era conhecido como Contoscálio (em grego: Kontoskàlion).
A área é conhecida pelos seus inúmeros restaurantes de peixes. A zona sempre esteve ligada ao mar, mas os restaurantes de peixe proliferaram principalmente depois do fecho do grande mercado de peixe do Corno de Ouro nos anos 1980. O bairro sempre teve muitos meyhanes (tradução literal: "casas de vinho"), pequenos bares de rua onde se consome sobretudo a bebida nacional turca, o raki (aguardente de uva aromatizada com anis), originalmente de arménios. Há quem diga que a tradição dos meyhanes. A zona de restaurantes é muito concorrida e animada por músicos de rua, sobretudo violinistas, clarinetistas e tocadores de tom-tom ciganos. Um dos tipos de música tradicional turca que é possível ouvir-se é o fasil.
Uma das antigas atividades desenvolvidas sobretudo por arménios pela qual o bairro era famoso era a do fabrico de tapetes. No século XIX eram produzidas em Kumkapı tapetes de elevada qualidade. O tecelão mais famoso foi Hagop Kapuciyan, conhecido como Hagop, o Gordo, um arménio originário de Kayseri, na Anatólia Central, que se inspirou em tapetes persas para produzir as suas obras. Hagop viria a morrer em Paris, para onde emigrou e onde continuou a desenvolver a sua atividade. Outros grandes tecelões de Kumkapı eram igualmente arménios originários de Kayseri, como Zareh Penyamin e Garabed Apelyan. Outro tecelão famoso de Kumkapı foi Tosunyan.